# Sophronica lineata
Sophronica lineata là một loài bọ cánh cứng trong họ Cerambycidae.